# Бюзинген-ам-Хохрайн
Бюзинген-ам-Хохрайн (нем. Büsingen am Hochrhein, «Бюзинген-на-Верхнем-Рейне») — город в Германии, относящийся к земле Баден-Вюртемберг.
Подчиняется административному округу Фрайбург. Входит в состав района Констанц. Население города 1429 человек.
Занимает площадь 7,62 км².
Является эксклавом Германии, полностью окруженным территорией Швейцарии.

## История
Город долго находился во владениях Австрии, пока не стал частью немецкого королевства Вюртемберг после заключения Пресбургского мира в ходе Наполеоновских войн.
В 1918 году после Первой мировой войны в Бюзингене прошёл референдум, на котором 96 % голосовавших высказалось за присоединение к Швейцарии. Тем не менее этого так и не случилось из-за того, что Швейцария не смогла предоставить земли для равноценного обмена, и Бюзинген остался эксклавом Германии. Последующие попытки территориального обмена были отвергнуты Швейцарией.
Одновременно решалась судьба западногерманского эксклава Ференахоф, на территории которого находилось три дома и проживало 11 граждан ФРГ. 4 октября 1967 года вступил в силу договор об обмене территориями в отношении Ференахофа, одновременно с этим Бюзинген-ам-Хохрайн был определён как эксклав ФРГ и стал частью швейцарско—лихтенштейнской таможенной зоны. С тех пор пограничные проверки между Бюзингеном и Швейцарией не проводились.

## Население
| Год  | Численность | Численность |
| ---- | ----------- | ----------- |
| 1961 | 859         | [ 2 ]       |
| 1962 | 904         | [ 2 ]       |
| 1963 | 903         | [ 2 ]       |
| 1964 | 900         | [ 2 ]       |
| 1965 | 920         | [ 2 ]       |
| 1966 | 964         | [ 2 ]       |
| 1967 | 971         | [ 2 ]       |
| 1968 | 984         | [ 2 ]       |
| 1969 | 994         | [ 2 ]       |
| 1970 | 913         | [ 2 ]       |
| 1971 | 961         | [ 2 ]       |
| 1972 | 965         | [ 2 ]       |
| 1973 | 980         | [ 2 ]       |
| 1974 | 994         | [ 2 ]       |
| 1975 | 996         | [ 2 ] [ 5 ] |
| 1976 | 1015        | [ 2 ]       |
| 1977 | 1049        | [ 2 ]       |
| 1978 | 1039        | [ 2 ]       |
| 1979 | 1011        | [ 2 ]       |
| 1980 | 1055        | [ 2 ]       |
| 1981 | 1093        | [ 2 ]       |
| 1982 | 1143        | [ 2 ]       |
| 1983 | 1166        | [ 2 ]       |
| 1984 | 1189        | [ 2 ]       |
| 1985 | 1231        | [ 2 ]       |
| 1986 | 1249        | [ 2 ]       |
| 1987 | 1342        | [ 2 ]       |
| 1988 | 1377        | [ 2 ]       |
| 1989 | 1428        | [ 2 ]       |
| 1990 | 1484        | [ 2 ]       |
| 1991 | 1481        | [ 2 ]       |
| 1992 | 1485        | [ 2 ]       |
| 1993 | 1495        | [ 2 ]       |
| 1994 | 1508        | [ 2 ]       |
| 1995 | 1482        | [ 2 ]       |
| 1996 | 1470        | [ 2 ]       |
| 1997 | 1456        | [ 2 ]       |
| 1998 | 1496        | [ 2 ]       |
| 1999 | 1464        | [ 2 ]       |
| 2000 | 1479        | [ 2 ]       |
| 2001 | 1497        | [ 2 ]       |
| 2002 | 1455        | [ 2 ]       |
| 2003 | 1464        | [ 2 ]       |
| 2004 | 1457        | [ 2 ]       |
| 2005 | 1429        | [ 2 ]       |
| 2006 | 1445        | [ 2 ]       |
| 2007 | 1449        | [ 2 ]       |
| 2008 | 1419        | [ 2 ]       |
| 2009 | 1435        | [ 2 ]       |
| 2010 | 1396        | [ 2 ]       |
| 2011 | 1328        | [ 2 ]       |
| 2012 | 1335        | [ 2 ]       |
| 2013 | 1352        | [ 2 ]       |
| 2014 | 1374        | [ 2 ]       |
| 2017 | 1443        | [ 6 ]       |
| 2019 | 1491        | [ 7 ]       |
| 2021 | 1548        | [ 8 ]       |
| 2022 | 1585        | [ 9 ]       |
| 2023 | 1621        | [ 3 ]       |

## Особенности
Бюзинген-ам-Хохрайн является эксклавом Германии. На западе, севере и востоке посёлок граничит с швейцарским кантоном Шаффхаузен, на юге — берег Рейна, через который располагаются кантоны Цюрих и Тургау. С начала XIX века город был отделён от основной территории Германии узкой полосой земли (примерно 700 метров), на которой располагается швейцарская деревня Дёрфлинген.
Административно Бюзинген является частью Германии, относящийся к земельному району Констанц, в федеральной земле Баден-Вюртемберг, но экономически он является частью Швейцарской таможенной зоны, так же, как независимое княжество Лихтенштейн и итальянский город Кампионе-д’Италия. После вхождения Швейцарии в Шенгенскую зону в сентябре 2008 года пограничный контроль между Швейцарией, Бюзингеном и остальной частью Германии прекратил осуществляться.

## Особые соглашения между Бюзингеном (Германия) и Швейцарией
Согласно статье 41 Таможенного соглашения Европейского союза, Бюзинген не является частью таможенной территории ЕС, по причине его принадлежности к швейцарской таможне, имеющей иные положения и инструкции.

### Валюта
Бюзинген является единственным германским городом, в котором люди в основном используют швейцарский франк, хотя, технически, евро является единственным легальным платёжным средством на территории Германии. До конца 1980-х годов немецкая марка не принималась в Бюзингене. Даже бюзингенская почта принимала только швейцарские франки для оплаты за германские почтовые марки. Принятые позднее поправки обязали принимать к оплате немецкую марку и позднее — евро. Но сегодня швейцарский франк по-прежнему более популярен, по причине того, что большинство местных жителей работают в Швейцарии и там получают жалование именно в швейцарских франках.

### Межгосударственные соглашения
9 сентября 1957 года в Локарно была проведена конференция между Швейцарией и Германией, с целью урегулировать юрисдикции двух стран в Бюзингене. Соглашение было подписано 23 ноября 1964 года и вступило в силу 4 октября 1967 года.
Согласно этому договору, кантональной полиции Шаффхаузена разрешается арестовывать людей в Бюзингене и этапировать их в Швейцарию. Количество швейцарских полицейских ограничивается десятью; в то же время количество немецких офицеров полиции ограничивается тремя на 100 жителей. Швейцарская полиция имеет юрисдикцию только в тех секторах, где применяются швейцарские законы, в противном случае ответственность переходит к германской полиции.
Офицеры германской полиции, направляющиеся в Бюзинген, должны использовать установленные маршруты и воздерживаться от любых официальных заявлений до тех пор, пока они находятся в швейцарской юрисдикции.

### Образование
Бюзинген имеет детский сад. Его здание было открыто в 1987 году, но уже в 1988 году оно было переполнено, из-за чего было проведено расширение. Дети до 4 класса могут посещать местную начальную школу. Затем родители могут выбрать как швейцарскую, так и германскую школу.

### Почта и телекоммуникации
В Бюзингене расположено германское почтовое отделение. Бюзинген имеет два почтовых индекса: швейцарский и германский. Чтобы отправить письмо в Бюзинген, адрес должен быть таким:
8238 Büsingen am Hochrhein
Schweiz
или:
78266 Büsingen am Hochrhein
Deutschland
Письма из Бюзингена могут быть франкированы швейцарскими или германскими марками. Обычное письмо из Бюзингена в Швейцарию требует швейцарских марок на сумму 85 сантимов, или германских на сумму 62 евроцента (приблизительно 74 сантима). Телефонная связь представлена как Deutsche Telekom так и Swisscom.
Кроме того, жители Бюзингена могут использовать как германские телефонные номера (с кодом +49 7734) так и швейцарские (с кодом +41 52).

### Регистрация транспортных средств
По таможенным причинам, Бюзинген имеет свой префикс (BÜS) на номерном знаке, хотя является частью района Констанц со своим префиксом «KN». Такой специальный номерной знак сделан для того, чтобы упростить работу швейцарской таможни. Только транспорт с префиксом BÜS на германском номерном знаке признаётся находящимся под швейцарской юрисдикцией. Однако номерных знаков с префиксом BÜS очень мало. На территории Германии транспорт с префиксом BÜS в номерном знаке является большой редкостью.

## Иллюстрации

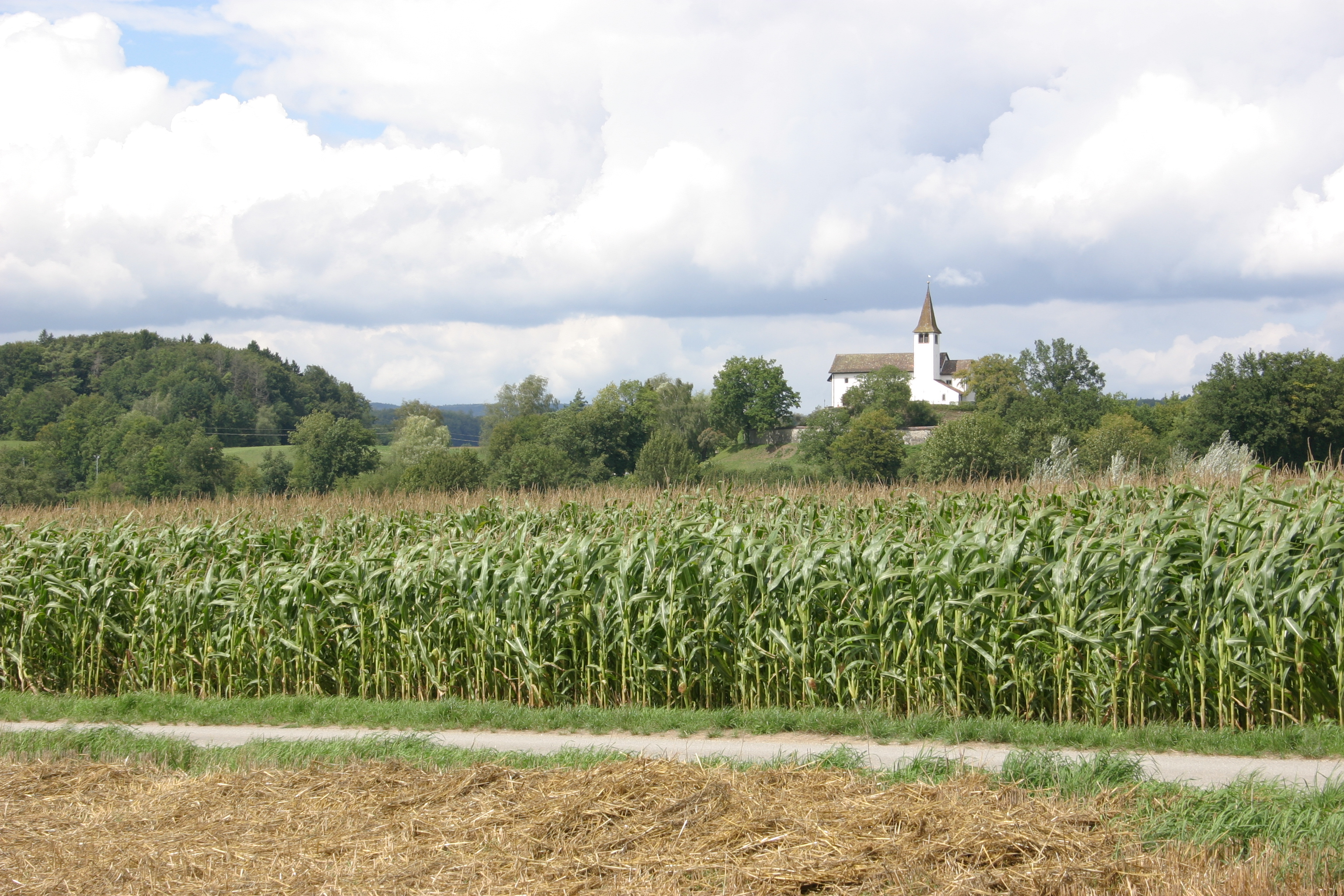
Михайловская горная церковь
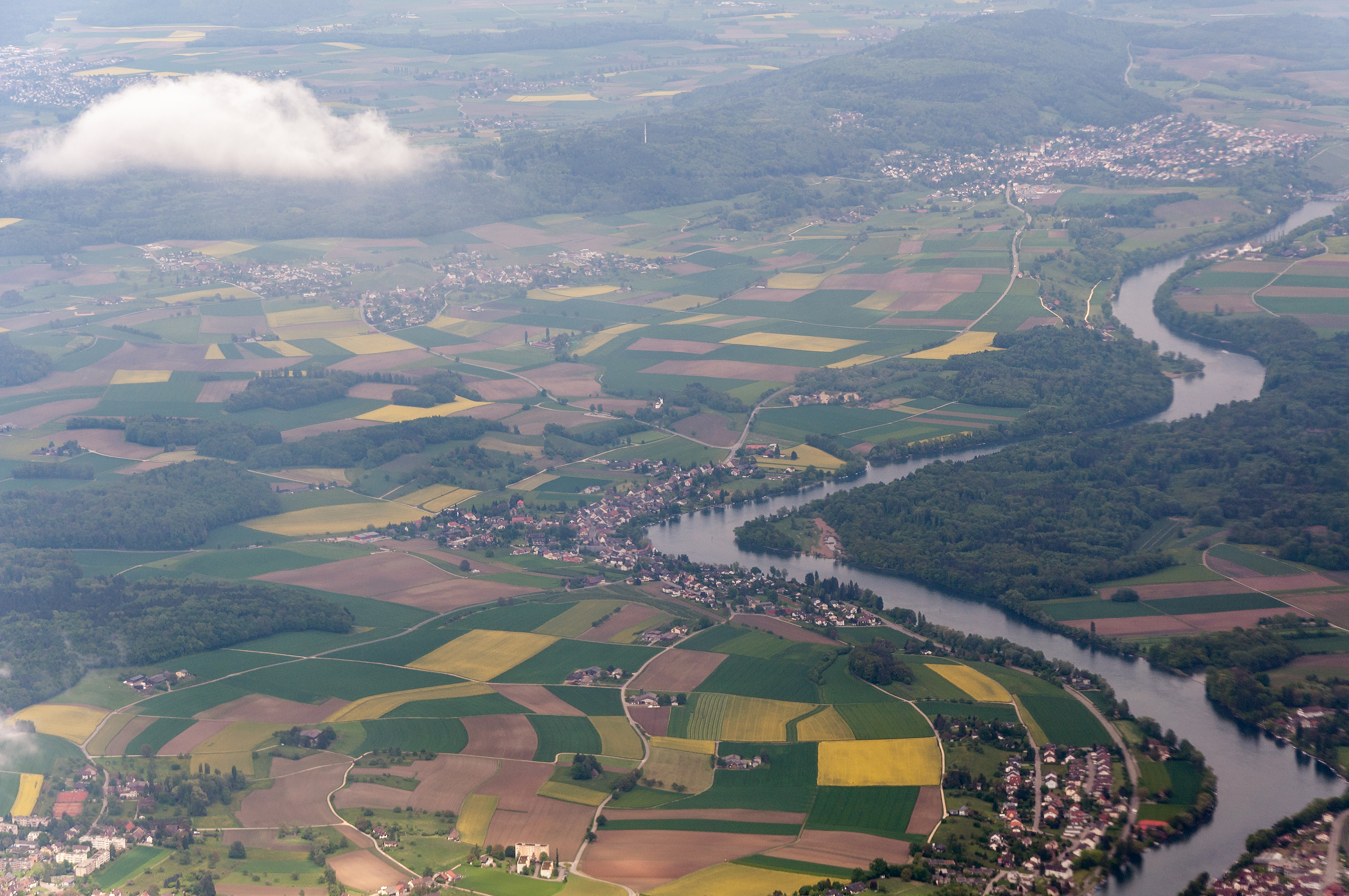
Вид с высоты птичьего полёта на Бюзинген и окрестные деревни.
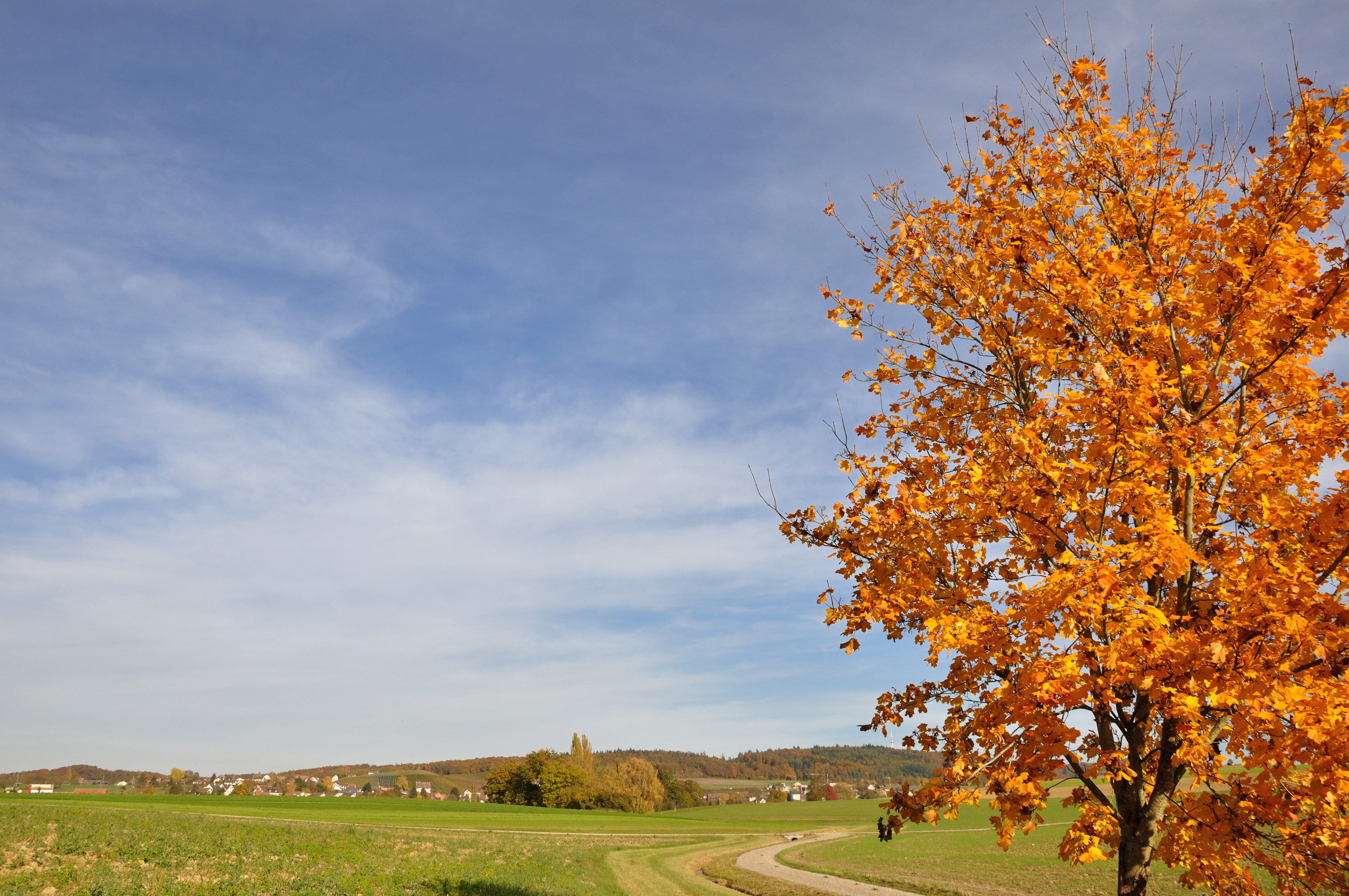
Осень в регионе Бюзингена. 2009 год.
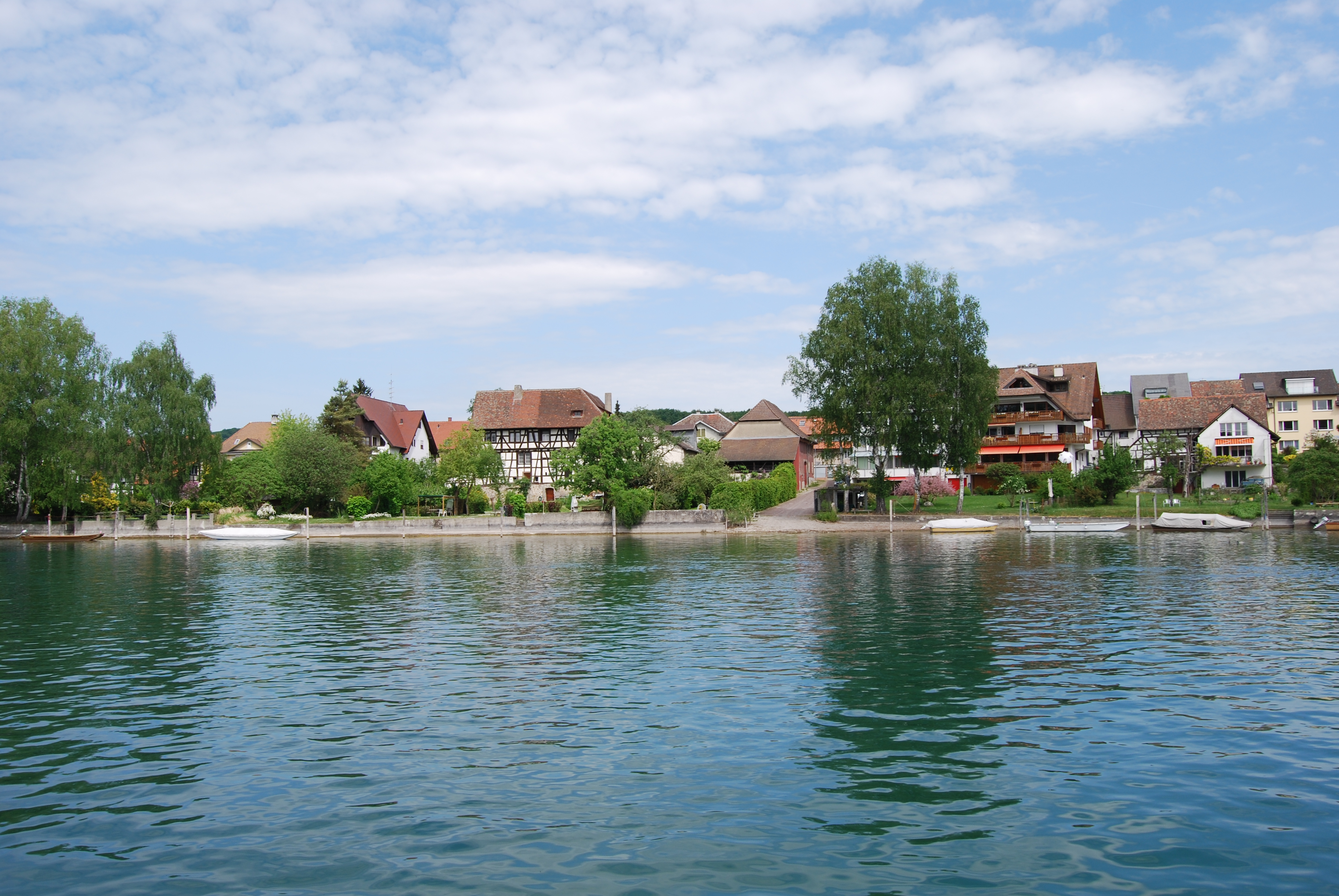
Бюзинген-ам-Хохрайн. Вид с Верхнего Рейна. 2011 год.
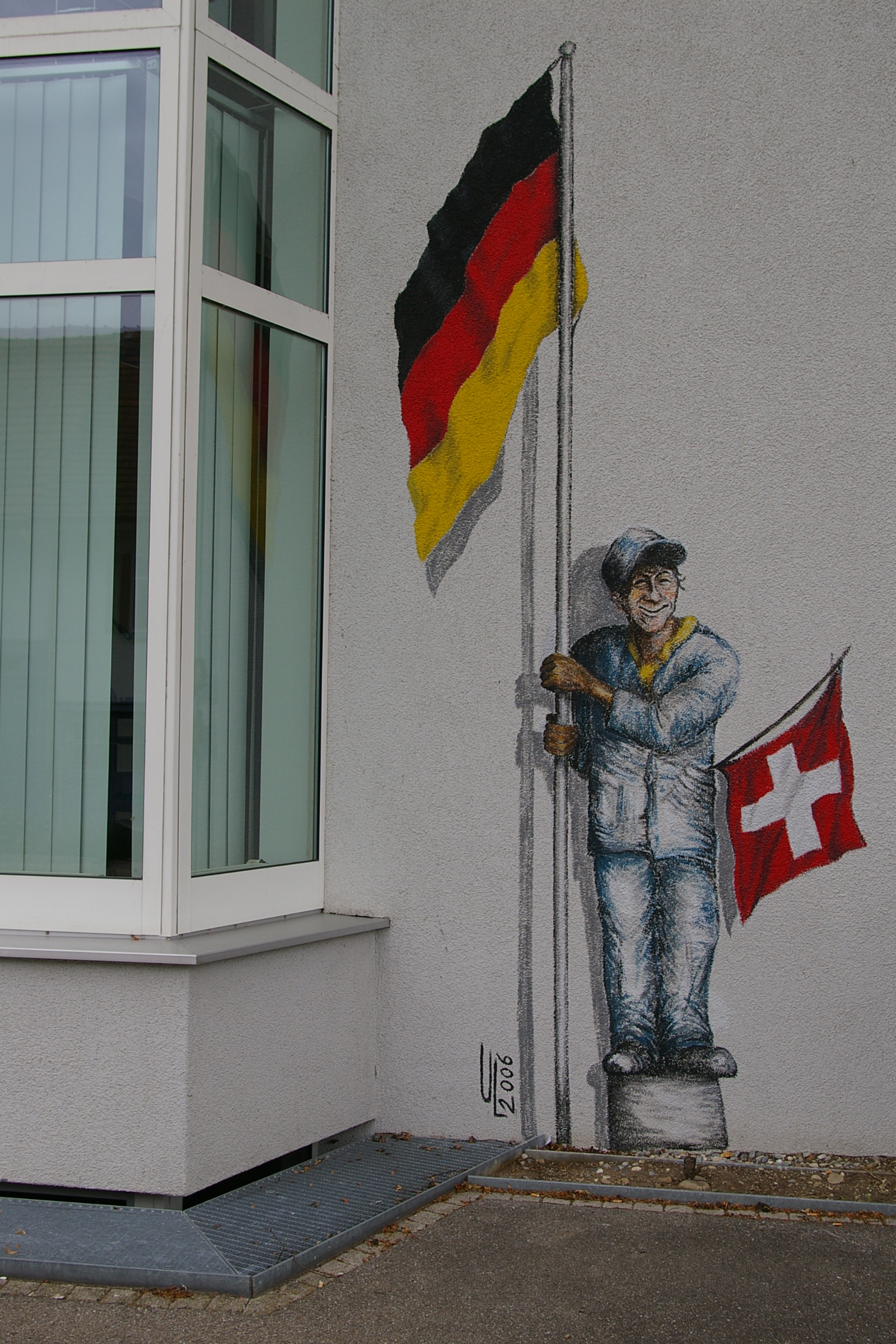
Граффити на стене мэрии городка, отображающее отношение жителей к ситуации с гражданством. 2008 год.
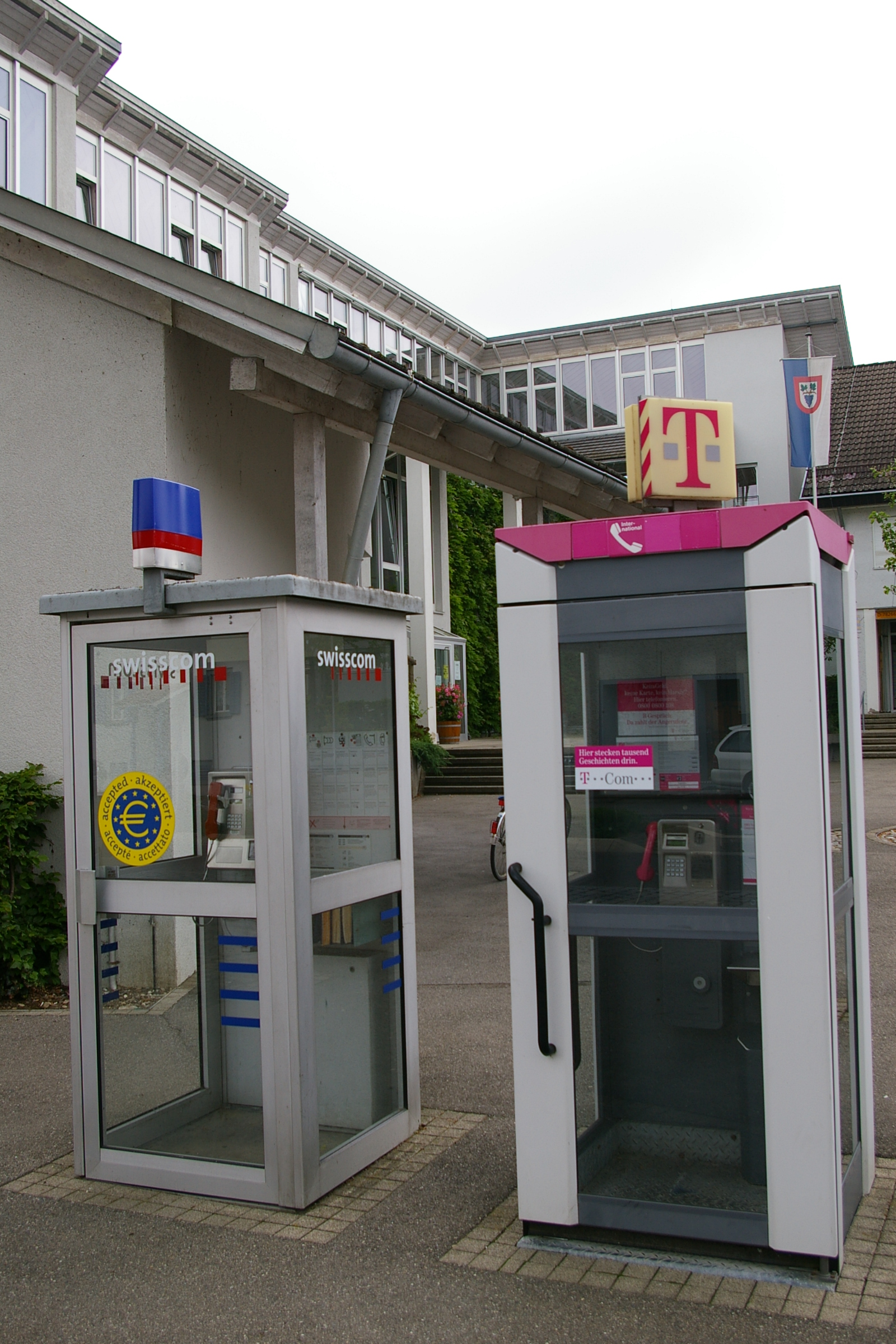
Соседствующие в Бюзингене швейцарские и германские уличные телефонные автоматы.
Карта Бюзингена и прилегающих к нему территорий Германии и Швейцарии с указанием административных отношений между ними.